# Denis Alexandrowitsch Kudrjawzew

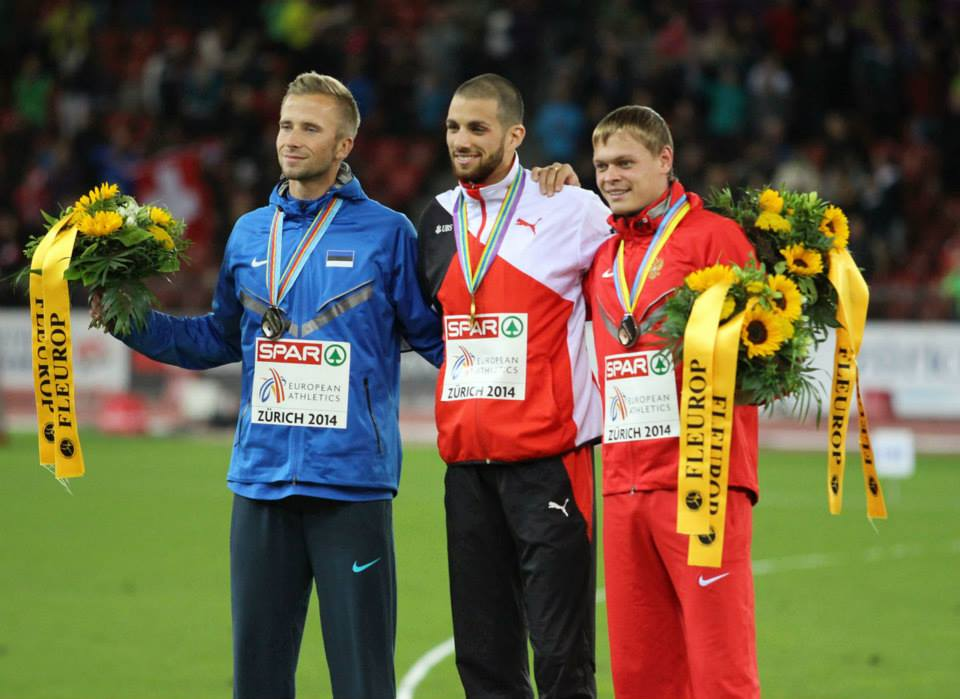
Denis Kudrjawzew (rechts) bei den Europameisterschaften 2014

Denis Alexandrowitsch Kudrjawzew (russisch Денис Александрович Кудрявцев, engl. Transkription Denis Kudryavtsev; * 13. April 1992) ist ein russischer Hürdenläufer, der sich auf die 400-Meter-Distanz spezialisiert hat und wegen seiner Sprintstärke auch in der 4-mal-400-Meter-Staffel eingesetzt wird.
Bei den Weltmeisterschaften 2013 in Moskau schied er im Vorlauf aus.
2014 kam er bei den Hallenweltmeisterschaften in Sopot mit der russischen Stafette auf den fünften Platz. Bei den Europameisterschaften in Zürich gewann er Bronze über 400 Meter Hürden.
Bei den Weltmeisterschaften 2015 in Peking holte er im 400-Meter-Hürdenbewerb Silber. Im 4-mal-400-Meter-Staffelbewerb scheiterte er mit dem russischen Quartett im Vorlauf.

## Persönliche Bestzeiten
- 400 m: 45,86 s, 19. Juli 2015, Schukowski
  - Halle: 47,15 s, 18. Februar 2014, Moskau
- 400 m Hürden: 48,05 s, 25. August 2015, Peking